# Pueblo sangirés
El pueblo sangirés, sangir o sangihe es uno de los pueblos nativos de las islas Sangihe, una cadena de islas al norte de Sulawesi y el sur de Mindanao. Los sangireses (o sangirenses) son pescadores y cultivadores de nuez moscada en sus áreas de origen y también trabajan como trabajadores asalariados en empresas de cultivos industriales en las regencias de Bolaang Mongondow  y Minahasa.
Los sangireses se han concentrado tradicionalmente en la provincia de Sulawesi del Norte, en Indonesia y la Región de Dávao, en Filipinas. Los estudios genéticos descubrieron que tienen ascendencia papú parcial.

## Idioma
Los sangireses hablan el idioma sangirés nativo, talaud e indonesio, así como sus dialectos, que pertenecen a la familia de las lenguas austronesias. El idioma sasahara (que significa habla del mar) es un idioma secreto desarrollado en la primera mitad del siglo XX. Se ha hablado mucho entre los marineros o piratas sangireses. Incluye una gran cantidad de palabras prestadas o distorsionadas de otros idiomas.

## Historia

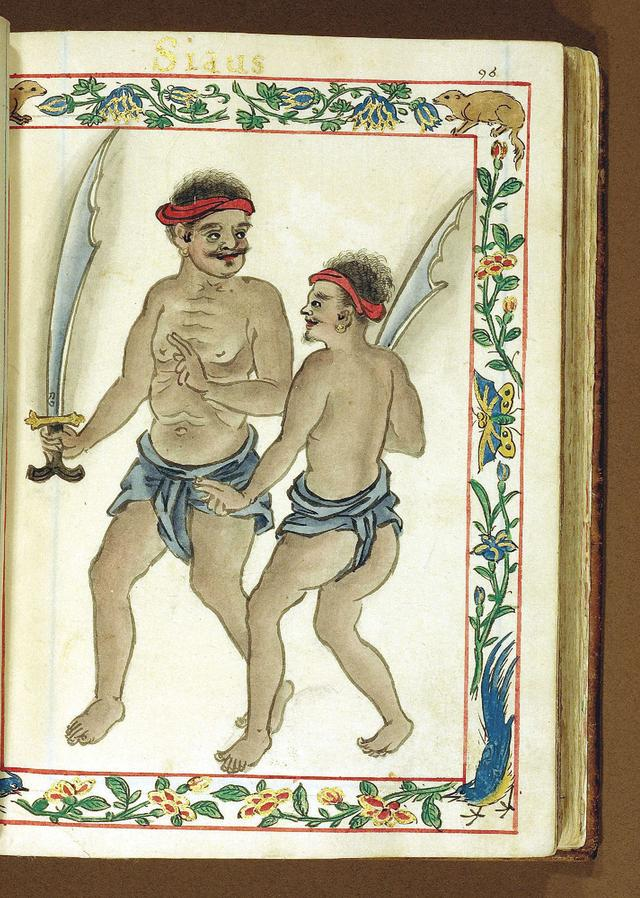
Guerreros sangirenses visitan y se establecen en Filipinas, originarios de la isla de Siau (Boxer Codex, c.1590)

Los principales asentamientos del pueblo sangirés son las Islas Sangihe. Los arqueólogos han determinado que los primeros humanos que llegaron a la región de las islas lo hicieron en el tercer milenio a. C. y probablemente eran una mezcla de australoides y negritos. En el primer milenio a. C., los inmigrantes austronesios llegaron aquí a través del sur de Filipinas. Asimilaron a los indígenas, y comenzaron a desarrollar la agricultura, produciendo también tejidos y cerámica. Los sangireses modernos son descendientes directos de esa población que se ha desarrollado en las islas Sangihe (o Sangir) antes del comienzo de la era moderna.
Los sangireses se consideran originarios de la isla de Sangir y su primogenitor es Gumansalangi, un héroe cultural que vivió entre el siglo XIV y ell XV. Durante este período, las Islas Sangihe formaron un gobierno bajo la autoridad de los gobernantes musulmanes de las Islas Molucas. En el siglo XVI, Ternate sometió al pueblo sangirés y los portugueses descubrieron las islas. Luego, en el siglo XVII, fueron inicialmente capturados y pasaron a formar parte del dominio colonial español; lo que dio como resultado un vocabulario tomado del idioma español que aún se conserva en el idioma sangirés, seguido por los holandeses, que los ocuparon en 1677. Los sultanes de Maluku también continuaron considerando las islas Sangihe como parte de su territorio.
En el siglo XIX, la influencia europea se limitaba al comercio. Como las islas Sangihe se encontraban entre las posesiones holandesas y españolas, los habitantes locales habían desempeñado con éxito el papel de comerciantes intermediarios y contrabandistas. Esto condujo al surgimiento de asentamientos sangirenses en Sulawesi y el sur de Filipinas. Los reasentamientos de sangireses en otras áreas del este del mar de Célebes fueron causados por la catastrófica erupción volcánica del monte Awu en la isla de Sangir el 2 de marzo de 1856. En el siglo XIX, comenzó a aparecer en la isla la presencia de misioneros protestantes y un mayor papel de los oficiales coloniales.
En 1945, Indonesia obtuvo su independencia. En 1950, Célebes y las islas Sangihe pasaron a formar parte de Indonesia. La primera década del reinado bajo la administración de Indonesia inició la lucha contra el contrabando, que involucró a sangireses, que también se involucraron en el movimiento antigubernamental. A fines de la década de 1950 y principios de la de 1960, los indonesios sangirenses decepcionados tomaron medidas para migrar a Filipinas. La migración de la población sangirense entre los dos países tuvo lugar en ese período.

## Religión
Los antiguos sistemas de creencias del pueblo sangirés son de naturaleza politeísta, incluyen la creencia en muchos espíritus de la naturaleza y ancestrales, el culto ritual de objetos inanimados y la magia. Entre los sangireses hay una clase de distinguidos chamanes o sacerdotes que actuaron como mediadores entre los humanos y los espíritus del mundo, para proteger a los pacientes y los niños, y para realizar milagros. A pesar de la expansión del Islam y el cristianismo, muchos rituales antiguos todavía se practican en la actualidad.
El islam comenzó a extenderse en los siglos XV y XVI desde las islas Molucas y el norte de Sulawesi, pero antes de la llegada de los europeos tenían un impacto muy limitado. En el siglo XVII, un grupo de musulmanes sangireses emigró al área de Manado, que forma un grupo religioso y étnico separado del pueblo sangirés. En el siglo XIX y principios del XX, los musulmanes entre el pueblo sangirés se convirtieron en predicadores en otras colonias holandesas en Asia.
Los primeros misioneros cristianos que llegaron fueron los monjes católicos españoles en el siglo XVII, pero su actividad no tuvo efectos a largo plazo. A partir de 1857, las Islas Sangihe se abrieron a los misioneros protestantes. La mayoría de los sangireses profesan hoy el protestantismo, siendo al mismo tiempo fuertemente influenciados por los minahasa.
Hoy en día, alrededor del 79% de los habitantes de la regencia de las Islas Sangihe profesan el cristianismo, siendo la mayoría protestantes. Los musulmanes comprenden alrededor del 20% de la población, mientras que el resto profesa creencias nativas.

## Cultura

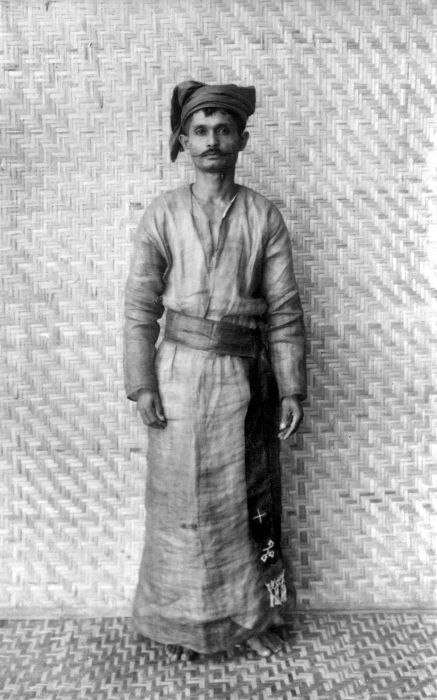
Un hombre sangirés con atuendo koffo, 1929.

El folclore de Sangir es famoso por el arte de la danza. Los bailes locales incluyen gunde, alabadiri, masamper, ampawayer, etc. Anteriormente, tenían reuniones rituales, pero en la actualidad también se acompañan de fiestas públicas. La danza sangiresa comprende un cierto conjunto de movimientos corporales suaves del bailarín que realiza la danza, mientras que la danza organizada de un gran grupo de bailarines suele ir acompañada de una banda musical y un canto rítmico femenino.

### Estilo de vida y economía
El pueblo sangirés se dedica a la pesca, la caza, la agricultura (los principales cultivos son tubérculos, raíces, plátanos, sagú) y el comercio marítimo entre Sulawesi, las Islas Molucas y Filipinas. Las fuentes mencionan a menudo el cultivo del taro en las laderas de las montañas y cerca de los ríos. Para proteger tanto las frutas cultivadas como los cocos de los cocoteros de los robos, los residentes de Sangir colgaban pequeños muñecos (en lengua sangirense, urǒ ), que, según la leyenda, "perseguían a los ladrones". La agricultura se considera principalmente trabajo de mujeres. La relación de linaje y la transmisión de las tierras previamente heredadas se produce en la línea femenina. Las principales ocupaciones de los hombres sangireses son la construcción de barcos, la navegación y el comercio.
La producción forestal (recolección de ratán y madera de ébano), la herrería y el tejido también estaban muy extendidas. La economía se caracteriza principalmente por el trabajo manual. Se sabe que la dieta principal de los sangireses es el pescado con verduras.
Los principales centros de asentamiento del pueblo sangirés se ubican en las zonas costeras. Anteriormente, sus casas se erigían sobre pilotes, pero gradualmente son reemplazadas por casas modernas construidas como el típico tipo indonesio. Familias que vivían en el mismo pueblo, forman una comunidad llamada soa. Los sangirenses reasentados de las islas Sangihe buscan y mantienen continuamente lazos familiares con su soa; lo que les ayudaría a preservar su identidad en un entorno similar en lengua y cultura a su pueblo.

### Institución del matrimonio
En la sociedad sangiresa; que alcanzó una alta densidad en el siglo XX, el matrimonio se contrae relativamente tarde. Históricamente, la tradición de comprar una novia es una institución importante de la organización pública.

## Gente notable
- Jordi Amat, futbolista
- Frans Mohede, actor, cantante y artista marcial indonesio
- Mike Mohede, cantante indonesio
- Jan Engelbert Tatengkeng, poeta indonesio
- Monty Tiwa, compositor y director de cine indonesio